# Skład armii Konfederacji pod Gettysburgiem
Poniższa lista prezentuje ordre de bataille konfederackiej Armii Północnej Wirginii podczas bitwy pod Gettysburgiem stoczonej w dniach 1–3 lipca 1863 roku.

## Armii Północnej Wirginii

### Dowództwo
| Dowódca armii                                                                             | gen. Robert E. Lee              |
| Szef sztabu, inspektor generalny                                                          | płk Robert H. Chilton           |
| Dowódca artylerii                                                                         | gen. bryg. William N. Pendleton |
| Szef służby medycznej                                                                     | dr Lafayette Guild              |
| Szef uzbrojenia                                                                           | ppłk Briscoe G. Baldwin         |
| Szef intendentury                                                                         | ppłk Robert G. Cole             |
| Główny kwatermistrz                                                                       | ppłk James L. Corley            |
| Zwierzchnik wojskowego wymiaru sprawiedliwości                                            | mjr Henry E. Young              |
| Sekretarz wojskowy, zastępca dowódcy artylerii                                            | ppłk Armistead L. Long          |
| Adiutant, zastępca ds. administracyjnych                                                  | ppłk Walter H. Taylor           |
| Adiutant, zastępca sekretarza wojskowego                                                  | mjr Charles Marshall            |
| Adiutant, zastępca inspektora generalnego                                                 | mjr Charles S. Venable          |
| Oficer inżynieryjny                                                                       | kpt. Samuel R. Johnston         |
| eskorta sztabu: kompanie A & C z 39 batalionu kawalerii z Wirginii mjr John H. Richardson |                                 |

### I Korpus
Dowódca korpusu – gen. por. James Longstreet

| dywizja McLawsa gen. mjr Lafayette McLaws                              | brygada Kershawa gen. bryg. Joseph B. Kershaw jednostki z Karoliny Południowej                                                       | 2 pułk płk John D. Kennedy (ranny), ppłk Franklin Gaillard                                                                      |
| dywizja McLawsa gen. mjr Lafayette McLaws                              | brygada Kershawa gen. bryg. Joseph B. Kershaw jednostki z Karoliny Południowej                                                       | 3 pułk płk James D. Nance, mjr Robert C. Maffett                                                                                |
| dywizja McLawsa gen. mjr Lafayette McLaws                              | brygada Kershawa gen. bryg. Joseph B. Kershaw jednostki z Karoliny Południowej                                                       | 7 pułk płk David Wyatt Aiken |
| dywizja McLawsa gen. mjr Lafayette McLaws                              | brygada Kershawa gen. bryg. Joseph B. Kershaw jednostki z Karoliny Południowej                                                       | 8 pułk płk John W. Henagan |
| dywizja McLawsa gen. mjr Lafayette McLaws                              | brygada Kershawa gen. bryg. Joseph B. Kershaw jednostki z Karoliny Południowej                                                       | 15 pułk płk William D. De Saussure (poległ), mjr William M. Gist                                                                |
| dywizja McLawsa gen. mjr Lafayette McLaws                              | brygada Kershawa gen. bryg. Joseph B. Kershaw jednostki z Karoliny Południowej                                                       | 3 batalion ppłk William G. Rice                                                                                                 |
| dywizja McLawsa gen. mjr Lafayette McLaws                              | brygada Semmesa gen. bryg. Paul J. Semmes (śmiertelnie ranny), płk Goode Bryan pułki z Georgii                                       | 10 pułk płk John B. Weems |
| dywizja McLawsa gen. mjr Lafayette McLaws                              | brygada Semmesa gen. bryg. Paul J. Semmes (śmiertelnie ranny), płk Goode Bryan pułki z Georgii                                       | 50 pułk płk William R. Manning                                                                                                  |
| dywizja McLawsa gen. mjr Lafayette McLaws                              | brygada Semmesa gen. bryg. Paul J. Semmes (śmiertelnie ranny), płk Goode Bryan pułki z Georgii                                       | 51 pułk płk Edward Ball |
| dywizja McLawsa gen. mjr Lafayette McLaws                              | brygada Semmesa gen. bryg. Paul J. Semmes (śmiertelnie ranny), płk Goode Bryan pułki z Georgii                                       | 53 pułk płk James P. Simms |
| dywizja McLawsa gen. mjr Lafayette McLaws                              | brygada Barksdale’a gen. bryg. William Barksdale (śmiertelnie ranny, wzięty do niewoli), płk Benjamin G. Humphreys pułki z Missisipi | 13 pułk płk James W. Carter (poległ)                                                                                            |
| dywizja McLawsa gen. mjr Lafayette McLaws                              | brygada Barksdale’a gen. bryg. William Barksdale (śmiertelnie ranny, wzięty do niewoli), płk Benjamin G. Humphreys pułki z Missisipi | 17 pułk płk William D. Holder (ranny), ppłk John C. Fiser (ranny)                                                               |
| dywizja McLawsa gen. mjr Lafayette McLaws                              | brygada Barksdale’a gen. bryg. William Barksdale (śmiertelnie ranny, wzięty do niewoli), płk Benjamin G. Humphreys pułki z Missisipi | 18 pułk płk Thomas M. Griffin (ranny), ppłk William H. Luse (wzięty do niewoli)                                                 |
| dywizja McLawsa gen. mjr Lafayette McLaws                              | brygada Barksdale’a gen. bryg. William Barksdale (śmiertelnie ranny, wzięty do niewoli), płk Benjamin G. Humphreys pułki z Missisipi | 21 pułk płk Humphreys |
| dywizja McLawsa gen. mjr Lafayette McLaws                              | brygada Wofforda gen. bryg. William T. Wofford jednostki z Georgii                                                                   | 16 pułk płk Bryan |
| dywizja McLawsa gen. mjr Lafayette McLaws                              | brygada Wofforda gen. bryg. William T. Wofford jednostki z Georgii                                                                   | 18 pułk ppłk Solon Z. Ruff |
| dywizja McLawsa gen. mjr Lafayette McLaws                              | brygada Wofforda gen. bryg. William T. Wofford jednostki z Georgii                                                                   | 24 pułk płk Robert McMillan |
| dywizja McLawsa gen. mjr Lafayette McLaws                              | brygada Wofforda gen. bryg. William T. Wofford jednostki z Georgii                                                                   | Legion Cobba ppłk Luther J. Glen                                                                                                |
| dywizja McLawsa gen. mjr Lafayette McLaws                              | brygada Wofforda gen. bryg. William T. Wofford jednostki z Georgii                                                                   | Legion Phillipsa ppłk E.S. Barclay                                                                                              |
| dywizja McLawsa gen. mjr Lafayette McLaws                              | brygada Wofforda gen. bryg. William T. Wofford jednostki z Georgii                                                                   | 3 batalion strzelców wyborowych                                                                                                 |
| dywizja McLawsa gen. mjr Lafayette McLaws                              | artyleria dywizji – batalion Cabella płk Henry C. Cabell                                                                             | bateria A z 1 pułku artylerii z Karoliny Północnej kpt. Basil C. Manly                                                          |
| dywizja McLawsa gen. mjr Lafayette McLaws                              | artyleria dywizji – batalion Cabella płk Henry C. Cabell                                                                             | bateria Pulaski Artillery z Georgii kpt. John C. Fraser (śmiertelnie ranny), por. William J. Furlong                            |
| dywizja McLawsa gen. mjr Lafayette McLaws                              | artyleria dywizji – batalion Cabella płk Henry C. Cabell                                                                             | bateria 1st Richmond Howitzers kpt. Edward S. McCarthy                                                                          |
| dywizja McLawsa gen. mjr Lafayette McLaws                              | artyleria dywizji – batalion Cabella płk Henry C. Cabell                                                                             | bateria Troup Artillery z Georgii kpt. Henry H. Carlton (ranny) por. Columbus W. Motes                                          |
| dywizja Picketta gen. mjr George E. Pickett jednostki z Wirginii       | brygada Garnetta gen. bryg. Richard B. Garnett (poległ), mjr C.S. Peyton                                                             | 8 pułk płk Eppa Hunton (ranny)                                                                                                  |
| dywizja Picketta gen. mjr George E. Pickett jednostki z Wirginii       | brygada Garnetta gen. bryg. Richard B. Garnett (poległ), mjr C.S. Peyton                                                             | 18 pułk płk Henry A. Carrington                                                                                                 |
| dywizja Picketta gen. mjr George E. Pickett jednostki z Wirginii       | brygada Garnetta gen. bryg. Richard B. Garnett (poległ), mjr C.S. Peyton                                                             | 19 pułk płk Henry Gantt (ranny), ppłk John T. Ellis (śmiertelnie ranny)                                                         |
| dywizja Picketta gen. mjr George E. Pickett jednostki z Wirginii       | brygada Garnetta gen. bryg. Richard B. Garnett (poległ), mjr C.S. Peyton                                                             | 28 pułk płk Robert C. Allen (poległ), ppłk William Watts                                                                        |
| dywizja Picketta gen. mjr George E. Pickett jednostki z Wirginii       | brygada Garnetta gen. bryg. Richard B. Garnett (poległ), mjr C.S. Peyton                                                             | 56 pułk płk William D. Stuart (śmiertelnie ranny), ppłk Philip P. Slaughter                                                     |
| dywizja Picketta gen. mjr George E. Pickett jednostki z Wirginii       | brygada Armisteada gen. bryg. Lewis A. Armistead (śmiertelnie ranny, wzięty do niewoli), płk William R. Aylett (ranny)               | 9 pułk mjr John C. Owens (śmiertelnie ranny)                                                                                    |
| dywizja Picketta gen. mjr George E. Pickett jednostki z Wirginii       | brygada Armisteada gen. bryg. Lewis A. Armistead (śmiertelnie ranny, wzięty do niewoli), płk William R. Aylett (ranny)               | 14 pułk płk James G. Hodges (poległ), ppłk William White                                                                        |
| dywizja Picketta gen. mjr George E. Pickett jednostki z Wirginii       | brygada Armisteada gen. bryg. Lewis A. Armistead (śmiertelnie ranny, wzięty do niewoli), płk William R. Aylett (ranny)               | 38 pułk płk Edward C. Edmonds (poległ), ppłk Powhatan B. Whittle (ranny)                                                        |
| dywizja Picketta gen. mjr George E. Pickett jednostki z Wirginii       | brygada Armisteada gen. bryg. Lewis A. Armistead (śmiertelnie ranny, wzięty do niewoli), płk William R. Aylett (ranny)               | 53 pułk płk Aylett, ppłk Rawley W. Martin (ranny, wzięty do niewoli)                                                            |
| dywizja Picketta gen. mjr George E. Pickett jednostki z Wirginii       | brygada Armisteada gen. bryg. Lewis A. Armistead (śmiertelnie ranny, wzięty do niewoli), płk William R. Aylett (ranny)               | 58 pułk płk John Bowie Magruder (śmiertelnie ranny, wzięty do niewoli)                                                          |
| dywizja Picketta gen. mjr George E. Pickett jednostki z Wirginii       | brygada Kempera gen. bryg. James L. Kemper (ranny), płk Joseph Mayo junior                                                           | 1 pułk płk Lewis B. Williams (poległ), ppłk Frederick G. Skinner                                                                |
| dywizja Picketta gen. mjr George E. Pickett jednostki z Wirginii       | brygada Kempera gen. bryg. James L. Kemper (ranny), płk Joseph Mayo junior                                                           | 3 pułk płk Mayo junior, ppłk Alexander D. Callcote (poległ)                                                                     |
| dywizja Picketta gen. mjr George E. Pickett jednostki z Wirginii       | brygada Kempera gen. bryg. James L. Kemper (ranny), płk Joseph Mayo junior                                                           | 7 pułk płk Waller T. Patton (śmiertelnie ranny), ppłk Charles C. Flowerree                                                      |
| dywizja Picketta gen. mjr George E. Pickett jednostki z Wirginii       | brygada Kempera gen. bryg. James L. Kemper (ranny), płk Joseph Mayo junior                                                           | 11 pułk mjr Kirkwood Otey (ranny)                                                                                               |
| dywizja Picketta gen. mjr George E. Pickett jednostki z Wirginii       | brygada Kempera gen. bryg. James L. Kemper (ranny), płk Joseph Mayo junior                                                           | 24 pułk płk William R. Terry |
| dywizja Picketta gen. mjr George E. Pickett jednostki z Wirginii       | artyleria dywizji – batalion Dearinga mjr James Dearing baterie z Wirginii                                                           | Fauquier Artillery kpt. Robert M. Stribling                                                                                     |
| dywizja Picketta gen. mjr George E. Pickett jednostki z Wirginii       | artyleria dywizji – batalion Dearinga mjr James Dearing baterie z Wirginii                                                           | Hampden Artillery kpt. William H. Caskie                                                                                        |
| dywizja Picketta gen. mjr George E. Pickett jednostki z Wirginii       | artyleria dywizji – batalion Dearinga mjr James Dearing baterie z Wirginii                                                           | Richmond Fayette Artillery kpt. Miles C. Macon                                                                                  |
| dywizja Picketta gen. mjr George E. Pickett jednostki z Wirginii       | artyleria dywizji – batalion Dearinga mjr James Dearing baterie z Wirginii                                                           | Lynchburg Artillery kpt.Joseph G. Blount                                                                                        |
| dywizja Hooda gen. mjr John B. Hood (ranny), gen. bryg. Evander M. Law | brygada Lawa gen. bryg. Law, płk James L. Sheffield pułki z Alabamy                                                                  | 4 pułk płk Laurance H. Scruggs                                                                                                  |
| dywizja Hooda gen. mjr John B. Hood (ranny), gen. bryg. Evander M. Law | brygada Lawa gen. bryg. Law, płk James L. Sheffield pułki z Alabamy                                                                  | 15 pułk płk William C. Oates, kpt. Blanton A. Hill                                                                              |
| dywizja Hooda gen. mjr John B. Hood (ranny), gen. bryg. Evander M. Law | brygada Lawa gen. bryg. Law, płk James L. Sheffield pułki z Alabamy                                                                  | 44 pułk płk William F. Perry |
| dywizja Hooda gen. mjr John B. Hood (ranny), gen. bryg. Evander M. Law | brygada Lawa gen. bryg. Law, płk James L. Sheffield pułki z Alabamy                                                                  | 47 pułk płk James W. Jackson, ppłk Michael J. Bulger (ranny i wzięty do niewoli), mjr James M. Campbell                         |
| dywizja Hooda gen. mjr John B. Hood (ranny), gen. bryg. Evander M. Law | brygada Lawa gen. bryg. Law, płk James L. Sheffield pułki z Alabamy                                                                  | 48 pułk płk Sheffield, kpt. Thomas J. Eubanks                                                                                   |
| dywizja Hooda gen. mjr John B. Hood (ranny), gen. bryg. Evander M. Law | brygada Andersona gen. bryg. George T. Anderson (ranny), ppłk William Luffman (ranny) pułki z Georgii                                | 7 pułk płk William W. White |
| dywizja Hooda gen. mjr John B. Hood (ranny), gen. bryg. Evander M. Law | brygada Andersona gen. bryg. George T. Anderson (ranny), ppłk William Luffman (ranny) pułki z Georgii                                | 8 pułk płk John R. Towers |
| dywizja Hooda gen. mjr John B. Hood (ranny), gen. bryg. Evander M. Law | brygada Andersona gen. bryg. George T. Anderson (ranny), ppłk William Luffman (ranny) pułki z Georgii                                | 9 pułk ppłk John C. Mounger (poległ), mjr William M. Jones, kpt. George Hillyer                                                 |
| dywizja Hooda gen. mjr John B. Hood (ranny), gen. bryg. Evander M. Law | brygada Andersona gen. bryg. George T. Anderson (ranny), ppłk William Luffman (ranny) pułki z Georgii                                | 11 pułk płk Francis H. Little (ranny), płk Luffman, mjr Henry D. McDaniel (ranny i wzięty do niewoli), kpt. William H. Mitchell |
| dywizja Hooda gen. mjr John B. Hood (ranny), gen. bryg. Evander M. Law | brygada Andersona gen. bryg. George T. Anderson (ranny), ppłk William Luffman (ranny) pułki z Georgii                                | 59 pułk płk William Brown (ranny i wzięty do niewoli), kpt. M. G. Bass                                                          |
| dywizja Hooda gen. mjr John B. Hood (ranny), gen. bryg. Evander M. Law | brygada Robertsona gen. bryg. Jerome B. Robertson                                                                                    | 3 pułk z Arkansas płk Van H. Manning (ranny), ppłk Robert S. Taylor                                                             |
| dywizja Hooda gen. mjr John B. Hood (ranny), gen. bryg. Evander M. Law | brygada Robertsona gen. bryg. Jerome B. Robertson                                                                                    | 1 pułk z Teksasu ppłk Phillip A. Work                                                                                           |
| dywizja Hooda gen. mjr John B. Hood (ranny), gen. bryg. Evander M. Law | brygada Robertsona gen. bryg. Jerome B. Robertson                                                                                    | 4 pułk z Teksasu płk John C.G. Key (ranny), mjr John P. Bane                                                                    |
| dywizja Hooda gen. mjr John B. Hood (ranny), gen. bryg. Evander M. Law | brygada Robertsona gen. bryg. Jerome B. Robertson                                                                                    | 5 pułk z Teksasu płk Robert M. Powell (ranny, wzięty do niewoli), ppłk King Bryan (ranny), mjr Jefferson C. Rogers              |
| dywizja Hooda gen. mjr John B. Hood (ranny), gen. bryg. Evander M. Law | brygada Benninga gen. bryg. Henry L. Benning pułki z Georgii                                                                         | 2 pułk ppłk William T. Harris (poległ), mjr William S. Shepherd                                                                 |
| dywizja Hooda gen. mjr John B. Hood (ranny), gen. bryg. Evander M. Law | brygada Benninga gen. bryg. Henry L. Benning pułki z Georgii                                                                         | 15 pułk płk Dudley M. DuBose |
| dywizja Hooda gen. mjr John B. Hood (ranny), gen. bryg. Evander M. Law | brygada Benninga gen. bryg. Henry L. Benning pułki z Georgii                                                                         | 17 pułk płk Wesley C. Hodges |
| dywizja Hooda gen. mjr John B. Hood (ranny), gen. bryg. Evander M. Law | brygada Benninga gen. bryg. Henry L. Benning pułki z Georgii                                                                         | 20 pułk płk John A. Jones (poległ), ppłk James D. Waddell                                                                       |
| dywizja Hooda gen. mjr John B. Hood (ranny), gen. bryg. Evander M. Law | artyleria dywizji – batalion Henry’ego mjr Mathias W. Henry                                                                          | bateria Branch Artillery z Karoliny Północnej Alexander C. Latham                                                               |
| dywizja Hooda gen. mjr John B. Hood (ranny), gen. bryg. Evander M. Law | artyleria dywizji – batalion Henry’ego mjr Mathias W. Henry                                                                          | bateria German Artillery z Karoliny Południowej kpt. William K. Bachman                                                         |
| dywizja Hooda gen. mjr John B. Hood (ranny), gen. bryg. Evander M. Law | artyleria dywizji – batalion Henry’ego mjr Mathias W. Henry                                                                          | bateria Palmetto Artillery z Karoliny Południowej kpt. Hugh R. Garden                                                           |
| dywizja Hooda gen. mjr John B. Hood (ranny), gen. bryg. Evander M. Law | artyleria dywizji – batalion Henry’ego mjr Mathias W. Henry                                                                          | bateria Rowan Artillery z Karoliny Północnej kpt. James Reilly                                                                  |
| rezerwa artylerii korpusu płk James B. Walton                          | batalion Alexandra płk Edward P. Alexander                                                                                           | bateria Ashland Artillery z Wirginii kpt. Pichegru Woolfolk junior (ranny), por. James Woolfolk                                 |
| rezerwa artylerii korpusu płk James B. Walton                          | batalion Alexandra płk Edward P. Alexander                                                                                           | bateria Bedford Artillery z Wirginii kpt. Tyler C. Jordan                                                                       |
| rezerwa artylerii korpusu płk James B. Walton                          | batalion Alexandra płk Edward P. Alexander                                                                                           | bateria Brooks Artillery z Karoliny Południowej por. Stephen C. Gilbert                                                         |
| rezerwa artylerii korpusu płk James B. Walton                          | batalion Alexandra płk Edward P. Alexander                                                                                           | bateria Madison Artillery z Luizjany kpt. George V. Moody                                                                       |
| rezerwa artylerii korpusu płk James B. Walton                          | batalion Alexandra płk Edward P. Alexander                                                                                           | bateria Virginia z Richmond kpt. William W. Parker                                                                              |
| rezerwa artylerii korpusu płk James B. Walton                          | batalion Alexandra płk Edward P. Alexander                                                                                           | bateria Virginia z Bath kpt. Osmond B. Taylor                                                                                   |
| rezerwa artylerii korpusu płk James B. Walton                          | batalion Artylerii Waszyngtona z Luizjany mjr Benjamin F. Eshleman                                                                   | 1 kompania kpt. Charles W. Squires                                                                                              |
| rezerwa artylerii korpusu płk James B. Walton                          | batalion Artylerii Waszyngtona z Luizjany mjr Benjamin F. Eshleman                                                                   | 2 kompania kpt. John B. Richardson                                                                                              |
| rezerwa artylerii korpusu płk James B. Walton                          | batalion Artylerii Waszyngtona z Luizjany mjr Benjamin F. Eshleman                                                                   | 3 kompania kpt. Merritt B. Miller                                                                                               |
| rezerwa artylerii korpusu płk James B. Walton                          | batalion Artylerii Waszyngtona z Luizjany mjr Benjamin F. Eshleman                                                                   | 4 kompania kpt. Joe Norcom (ranny), por. Henry A. Battles                                                                       |

### II Korpus
Dowódca korpusu – gen. por. Richard Ewell
| dywizja Early’ego gen. mjr Jubal A. Early | brygada Haysa gen. bryg. Harry T. Hays pułki z Luizjany                                                         | 5 pułk mjr Alexander Hart (ranny), kpt. Thomas H. Biscoe |
| dywizja Early’ego gen. mjr Jubal A. Early | brygada Haysa gen. bryg. Harry T. Hays pułki z Luizjany                                                         | 6 pułk ppłk Joseph Hanlon |
| dywizja Early’ego gen. mjr Jubal A. Early | brygada Haysa gen. bryg. Harry T. Hays pułki z Luizjany                                                         | 7 pułk płk David B. Penn |
| dywizja Early’ego gen. mjr Jubal A. Early | brygada Haysa gen. bryg. Harry T. Hays pułki z Luizjany                                                         | 8 pułk płk Trevanian D. Lewis (poległ), ppłk Alcibiades de Blanc (ranny), mjr German A. Lester                                                                                               |
| dywizja Early’ego gen. mjr Jubal A. Early | brygada Haysa gen. bryg. Harry T. Hays pułki z Luizjany                                                         | 9 pułk płk Leroy A. Stafford |
| dywizja Early’ego gen. mjr Jubal A. Early | brygada Gordona gen. bryg. John B. Gordon pułki z Georgii                                                       | 13 pułk płk James M. Smith |
| dywizja Early’ego gen. mjr Jubal A. Early | brygada Gordona gen. bryg. John B. Gordon pułki z Georgii                                                       | 26 pułk płk Edmund N. Atkinson |
| dywizja Early’ego gen. mjr Jubal A. Early | brygada Gordona gen. bryg. John B. Gordon pułki z Georgii                                                       | 31 pułk płk Clement A. Evans |
| dywizja Early’ego gen. mjr Jubal A. Early | brygada Gordona gen. bryg. John B. Gordon pułki z Georgii                                                       | 38 pułk kpt. William L. McLeod |
| dywizja Early’ego gen. mjr Jubal A. Early | brygada Gordona gen. bryg. John B. Gordon pułki z Georgii                                                       | 60 pułk kpt. Walters B. Jones |
| dywizja Early’ego gen. mjr Jubal A. Early | brygada Gordona gen. bryg. John B. Gordon pułki z Georgii                                                       | 61 pułk płk John H. Lamar |
| dywizja Early’ego gen. mjr Jubal A. Early | brygada Hoke’a płk Isaac E. Avery (śmiertelnie ranny), płk Archibald C. Godwin pułki z Karoliny Północnej       | 6 pułk mjr Samuel McD. Tate |
| dywizja Early’ego gen. mjr Jubal A. Early | brygada Hoke’a płk Isaac E. Avery (śmiertelnie ranny), płk Archibald C. Godwin pułki z Karoliny Północnej       | 21 pułk płk William W. Kirkland |
| dywizja Early’ego gen. mjr Jubal A. Early | brygada Hoke’a płk Isaac E. Avery (śmiertelnie ranny), płk Archibald C. Godwin pułki z Karoliny Północnej       | 57 pułk płk Godwin |
| dywizja Early’ego gen. mjr Jubal A. Early | brygada Smitha gen. bryg. William Smith pułki z Wirginii                                                        | 31 pułk płk John S. Hoffman |
| dywizja Early’ego gen. mjr Jubal A. Early | brygada Smitha gen. bryg. William Smith pułki z Wirginii                                                        | 49 pułk ppłk J. Catlett Gibson |
| dywizja Early’ego gen. mjr Jubal A. Early | brygada Smitha gen. bryg. William Smith pułki z Wirginii                                                        | 52 pułk ppłk James H. Skinner |
| dywizja Early’ego gen. mjr Jubal A. Early | artyleria dywizji – batalion Jonesa ppłk Hilary P. Jones                                                        | bateria Charlottesville Artillery z Wirginii kpt. James McD. Carrington |
| dywizja Early’ego gen. mjr Jubal A. Early | artyleria dywizji – batalion Jonesa ppłk Hilary P. Jones                                                        | bateria Courtney Artillery z Wirginii kpt. William A. Tanner |
| dywizja Early’ego gen. mjr Jubal A. Early | artyleria dywizji – batalion Jonesa ppłk Hilary P. Jones                                                        | bateria Louisiana Guard Artillery kpt. Charles A. Green |
| dywizja Early’ego gen. mjr Jubal A. Early | artyleria dywizji – batalion Jonesa ppłk Hilary P. Jones                                                        | bateria Staunton Artillery z Wirginii kpt. Asher W. Garber |
| dywizja Johnson gen. mjr Edward Johnson   | brygada Steuarta gen. bryg. George H. Steuart                                                                   | 1 batalion z Marylandu ppłk James R. Herbert (ranny), mjr William W. Goldsborough (ranny), kpt. James P. Crane                                                                               |
| dywizja Johnson gen. mjr Edward Johnson   | brygada Steuarta gen. bryg. George H. Steuart                                                                   | 1 pułk z Karoliny Północnej ppłk Hamilton A. Brown |
| dywizja Johnson gen. mjr Edward Johnson   | brygada Steuarta gen. bryg. George H. Steuart                                                                   | 3 pułk z Karoliny Północnej mjr William M. Parsley |
| dywizja Johnson gen. mjr Edward Johnson   | brygada Steuarta gen. bryg. George H. Steuart                                                                   | 10 pułk z Wirginii płk Edward T.H. Warren |
| dywizja Johnson gen. mjr Edward Johnson   | brygada Steuarta gen. bryg. George H. Steuart                                                                   | 23 pułk z Wirginii ppłk Simeon T. Walton |
| dywizja Johnson gen. mjr Edward Johnson   | brygada Steuarta gen. bryg. George H. Steuart                                                                   | 37 pułk z Wirginii mjr Henry C. Wood |
| dywizja Johnson gen. mjr Edward Johnson   | brygada Stonewalla gen. bryg. James A. Walker pułki z Wirginii                                                  | 2 pułk płk John Q.A. Nadenbousch |
| dywizja Johnson gen. mjr Edward Johnson   | brygada Stonewalla gen. bryg. James A. Walker pułki z Wirginii                                                  | 4 pułk mjr William Terry |
| dywizja Johnson gen. mjr Edward Johnson   | brygada Stonewalla gen. bryg. James A. Walker pułki z Wirginii                                                  | 5 pułk płk John H.S. Funk |
| dywizja Johnson gen. mjr Edward Johnson   | brygada Stonewalla gen. bryg. James A. Walker pułki z Wirginii                                                  | 27 pułk ppłk Daniel M. Shriver |
| dywizja Johnson gen. mjr Edward Johnson   | brygada Stonewalla gen. bryg. James A. Walker pułki z Wirginii                                                  | 33 pułk kpt Jacob B. Golladay |
| dywizja Johnson gen. mjr Edward Johnson   | brygada Nichollsa płk Jesse M. Williams pułki z Luizjany                                                        | 1 pułk płk Michael Nolan |
| dywizja Johnson gen. mjr Edward Johnson   | brygada Nichollsa płk Jesse M. Williams pułki z Luizjany                                                        | 2 pułk ppłk Ross E. Burke |
| dywizja Johnson gen. mjr Edward Johnson   | brygada Nichollsa płk Jesse M. Williams pułki z Luizjany                                                        | 10 pułk mjr Thomas N. Powell |
| dywizja Johnson gen. mjr Edward Johnson   | brygada Nichollsa płk Jesse M. Williams pułki z Luizjany                                                        | 14 pułk ppłk David Zable |
| dywizja Johnson gen. mjr Edward Johnson   | brygada Nichollsa płk Jesse M. Williams pułki z Luizjany                                                        | 15 pułk mjr Andrew Brady |
| dywizja Johnson gen. mjr Edward Johnson   | brygada Jonesa gen. bryg. John M. Jones (ranny), ppłk Robert H. Dungan pułki z Wirginii                         | 21 pułk kpt. William P. Moseley |
| dywizja Johnson gen. mjr Edward Johnson   | brygada Jonesa gen. bryg. John M. Jones (ranny), ppłk Robert H. Dungan pułki z Wirginii                         | 25 pułk płk John C. Higginbotham (ranny), ppłk J.A. Robinson |
| dywizja Johnson gen. mjr Edward Johnson   | brygada Jonesa gen. bryg. John M. Jones (ranny), ppłk Robert H. Dungan pułki z Wirginii                         | 42 pułk ppłk Robert W. Withers (ranny), kpt. Samuel H. Saunders |
| dywizja Johnson gen. mjr Edward Johnson   | brygada Jonesa gen. bryg. John M. Jones (ranny), ppłk Robert H. Dungan pułki z Wirginii                         | 44 pułk mjr Norval Cobb (ranny), kpt. Thomas R. Buckner |
| dywizja Johnson gen. mjr Edward Johnson   | brygada Jonesa gen. bryg. John M. Jones (ranny), ppłk Robert H. Dungan pułki z Wirginii                         | 48 pułk ppłk Dungan, mjr Oscar White |
| dywizja Johnson gen. mjr Edward Johnson   | brygada Jonesa gen. bryg. John M. Jones (ranny), ppłk Robert H. Dungan pułki z Wirginii                         | 50 pułk ppłk Logan H.N. Salyer |
| dywizja Johnson gen. mjr Edward Johnson   | artyleria dywizji – batalion artylerii Latimera mjr James W. Latimer (śmiertelnie ranny), kpt. Charles J. Raine | bateria 1st Maryland kpt. William F. Dement |
| dywizja Johnson gen. mjr Edward Johnson   | artyleria dywizji – batalion artylerii Latimera mjr James W. Latimer (śmiertelnie ranny), kpt. Charles J. Raine | bateria Alleghany Artillery z Wirginii kpt. John C. Carpenter |
| dywizja Johnson gen. mjr Edward Johnson   | artyleria dywizji – batalion artylerii Latimera mjr James W. Latimer (śmiertelnie ranny), kpt. Charles J. Raine | bateria Chesapeake Artillery z Marylandu kpt. William D. Brown |
| dywizja Johnson gen. mjr Edward Johnson   | artyleria dywizji – batalion artylerii Latimera mjr James W. Latimer (śmiertelnie ranny), kpt. Charles J. Raine | bateria Lee kpt. Raine, por. William W. Hardwicke |
| dywizja Rodesa gen. mjr Robert E. Rodes   | brygada Daniela gen. bryg. Junius Daniel pułki z Karoliny Północnej                                             | 32 pułk płk Edmund C. Brabble |
| dywizja Rodesa gen. mjr Robert E. Rodes   | brygada Daniela gen. bryg. Junius Daniel pułki z Karoliny Północnej                                             | 43 pułk płk Thomas S. Kenan (ranny i wzięty do niewoli), ppłk William G. Lewis |
| dywizja Rodesa gen. mjr Robert E. Rodes   | brygada Daniela gen. bryg. Junius Daniel pułki z Karoliny Północnej                                             | 45 pułk ppłk Samuel H. Boyd (ranny i wzięty do niewoli), mjr John R. Winston (ranny i wzięty do niewoli), kpt. A.H. Gallaway (ranny), kpt. James A. Hopkins                                  |
| dywizja Rodesa gen. mjr Robert E. Rodes   | brygada Daniela gen. bryg. Junius Daniel pułki z Karoliny Północnej                                             | 53 pułk płk William A. Owens |
| dywizja Rodesa gen. mjr Robert E. Rodes   | brygada Daniela gen. bryg. Junius Daniel pułki z Karoliny Północnej                                             | 2 batalion ppłk Hezekiah L. Andrews (poległ), mjr John M. Hancock (ranny i wzięty do niewoli), kpt. Van Brown                                                                                |
| dywizja Rodesa gen. mjr Robert E. Rodes   | brygada Dolesa gen. bryg. George P. Doles pułki z Georgii                                                       | 4 pułk ppłk David R.E. Winn (poległ), mjr William H. Willis |
| dywizja Rodesa gen. mjr Robert E. Rodes   | brygada Dolesa gen. bryg. George P. Doles pułki z Georgii                                                       | 12 pułk płk Edward Willis |
| dywizja Rodesa gen. mjr Robert E. Rodes   | brygada Dolesa gen. bryg. George P. Doles pułki z Georgii                                                       | 21 pułk płk John T. Mercer |
| dywizja Rodesa gen. mjr Robert E. Rodes   | brygada Dolesa gen. bryg. George P. Doles pułki z Georgii                                                       | 44 pułk płk Samuel P. Lumpkin (śmiertelnie raniony, wzięty do niewoli), mjr William H. Peebles                                                                                               |
| dywizja Rodesa gen. mjr Robert E. Rodes   | brygada Iversona gen. bryg. Alfred Iverson pułki z Karoliny Północnej                                           | 5 pułk kpt. Speight B. West, kpt. Benjamin Robinson |
| dywizja Rodesa gen. mjr Robert E. Rodes   | brygada Iversona gen. bryg. Alfred Iverson pułki z Karoliny Północnej                                           | 12 pułk ppłk William S. Davis |
| dywizja Rodesa gen. mjr Robert E. Rodes   | brygada Iversona gen. bryg. Alfred Iverson pułki z Karoliny Północnej                                           | 20 pułk ppłk Nelson Slough (ranny), mjr John S. Brooks (ranny), kpt. Lewis T. Hicks |
| dywizja Rodesa gen. mjr Robert E. Rodes   | brygada Iversona gen. bryg. Alfred Iverson pułki z Karoliny Północnej                                           | 23 pułk płk Daniel H. Christie (ranny), ppłk Robert D. Johnston (ranny), mjr Charles C. Blacknall (ranny i wzięty do niewoli), kpt. Abner D. Peace (ranny), kpt. William H. Johnston (ranny) |
| dywizja Rodesa gen. mjr Robert E. Rodes   | brygada Ramseura gen. bryg. Stephen D. Ramseur pułki z Karoliny Północnej                                       | 2 pułk mjr Daniel W. Hurtt (ranny), kpt. James T. Scales |
| dywizja Rodesa gen. mjr Robert E. Rodes   | brygada Ramseura gen. bryg. Stephen D. Ramseur pułki z Karoliny Północnej                                       | 4 pułk płk Bryan Grimes |
| dywizja Rodesa gen. mjr Robert E. Rodes   | brygada Ramseura gen. bryg. Stephen D. Ramseur pułki z Karoliny Północnej                                       | 14 pułk płk Risden Tyler Bennett (ranny), mjr Joseph H. Lambeth |
| dywizja Rodesa gen. mjr Robert E. Rodes   | brygada Ramseura gen. bryg. Stephen D. Ramseur pułki z Karoliny Północnej                                       | 30 pułk płk Francis M. Parker (ranny), mjr William W. Sillers |
| dywizja Rodesa gen. mjr Robert E. Rodes   | brygada O’Neala gen. bryg. Edward A. O’Neal pułki z Alabamy                                                     | 3 pułk płk Cullen A. Battle |
| dywizja Rodesa gen. mjr Robert E. Rodes   | brygada O’Neala gen. bryg. Edward A. O’Neal pułki z Alabamy                                                     | 5 pułk płk Josephus M. Hall |
| dywizja Rodesa gen. mjr Robert E. Rodes   | brygada O’Neala gen. bryg. Edward A. O’Neal pułki z Alabamy                                                     | 6 pułk płk James N. Lightfoot (ranny), kpt. Milledge L. Bowie |
| dywizja Rodesa gen. mjr Robert E. Rodes   | brygada O’Neala gen. bryg. Edward A. O’Neal pułki z Alabamy                                                     | 12 pułk płk Samuel B. Pickens |
| dywizja Rodesa gen. mjr Robert E. Rodes   | brygada O’Neala gen. bryg. Edward A. O’Neal pułki z Alabamy                                                     | 26 pułk ppłk John C. Goodgame |
| dywizja Rodesa gen. mjr Robert E. Rodes   | artyleria dywizji – batalion Cartera por. Thomas H. Carter                                                      | bateria Jeff Davis Artillery z Alabamy kpt. William J. Reese |
| dywizja Rodesa gen. mjr Robert E. Rodes   | artyleria dywizji – batalion Cartera por. Thomas H. Carter                                                      | bateria King William Artillery z Wirginii kpt. William P. Carter |
| dywizja Rodesa gen. mjr Robert E. Rodes   | artyleria dywizji – batalion Cartera por. Thomas H. Carter                                                      | bateria Morris Artillery z Wirginii kpt. Richard C.M. Page< |
| dywizja Rodesa gen. mjr Robert E. Rodes   | artyleria dywizji – batalion Cartera por. Thomas H. Carter                                                      | bateria Orange Artillery z Wirginii kpt. Charles W. Fry |
| rezerwa artylerii płk John Thompson Brown | batalion Dance’a kpt. Willis J. Dance jednostki z Wirginii                                                      | bateria 2nd Richmond Howitzers kpt. David Watson |
| rezerwa artylerii płk John Thompson Brown | batalion Dance’a kpt. Willis J. Dance jednostki z Wirginii                                                      | bateria 3rd Richmond Howitzers kpt. Benjamin H. Smith junior |
| rezerwa artylerii płk John Thompson Brown | batalion Dance’a kpt. Willis J. Dance jednostki z Wirginii                                                      | bateria Powhatan Artillery por. John M. Cunningham |
| rezerwa artylerii płk John Thompson Brown | batalion Dance’a kpt. Willis J. Dance jednostki z Wirginii                                                      | bateria Rockbridge Artillery kpt. Archibald Graham |
| rezerwa artylerii płk John Thompson Brown | batalion Dance’a kpt. Willis J. Dance jednostki z Wirginii                                                      | bateria Salem Artillery por. Charles B. Griffin |
| rezerwa artylerii płk John Thompson Brown | batalion Nelsona ppłk William Nelson                                                                            | bateria Amherst Artillery z Wirginii kpt. Thomas J. Kirkpatrick |
| rezerwa artylerii płk John Thompson Brown | batalion Nelsona ppłk William Nelson                                                                            | bateria Fluvanna Artillery z Wirginii kpt. John L. Massie |
| rezerwa artylerii płk John Thompson Brown | batalion Nelsona ppłk William Nelson                                                                            | bateria Georgia kpt. John Milledge junior |

### III Korpus
Dowódca korpusu – gen. por. Ambrose P. Hill
| dywizja Andersona gen. mjr Richard H. Anderson                                                                                                   | brygada Wilcoxa gen. bryg. Cadmus M. Wilcox pułki z Alabamy                                                                                | 8 pułk ppłk Hilary A. Herbert |
| dywizja Andersona gen. mjr Richard H. Anderson                                                                                                   | brygada Wilcoxa gen. bryg. Cadmus M. Wilcox pułki z Alabamy                                                                                | 9 pułk kpt. Joseph H. King |
| dywizja Andersona gen. mjr Richard H. Anderson                                                                                                   | brygada Wilcoxa gen. bryg. Cadmus M. Wilcox pułki z Alabamy                                                                                | 10 pułk płk William H. Forney (ranny, wzięty do niewoli), ppłk James E. Shelley                                                          |
| dywizja Andersona gen. mjr Richard H. Anderson                                                                                                   | brygada Wilcoxa gen. bryg. Cadmus M. Wilcox pułki z Alabamy                                                                                | 11 pułk płk John C.C. Sanders (ranny), ppłk George E. Tayloe                                                                             |
| dywizja Andersona gen. mjr Richard H. Anderson                                                                                                   | brygada Wilcoxa gen. bryg. Cadmus M. Wilcox pułki z Alabamy                                                                                | 14 pułk płk Lucius Pinckard (ranny, wzięty do niewoli), ppłk James A Broome                                                              |
| dywizja Andersona gen. mjr Richard H. Anderson                                                                                                   | brygada Mahone’a gen. bryg. William Mahone pułki z Wirginii                                                                                | 6 pułk płk George T. Rogers |
| dywizja Andersona gen. mjr Richard H. Anderson                                                                                                   | brygada Mahone’a gen. bryg. William Mahone pułki z Wirginii                                                                                | 12 pułk płk David A. Weisiger |
| dywizja Andersona gen. mjr Richard H. Anderson                                                                                                   | brygada Mahone’a gen. bryg. William Mahone pułki z Wirginii                                                                                | 16 pułk płk Joseph H. Ham |
| dywizja Andersona gen. mjr Richard H. Anderson                                                                                                   | brygada Mahone’a gen. bryg. William Mahone pułki z Wirginii                                                                                | 41 pułk płk William A. Parham |
| dywizja Andersona gen. mjr Richard H. Anderson                                                                                                   | brygada Mahone’a gen. bryg. William Mahone pułki z Wirginii                                                                                | 61 pułk płk Virginius D. Groner |
| dywizja Andersona gen. mjr Richard H. Anderson                                                                                                   | brygada Poseya gen. bryg. Carnot Posey pułki z Missisipi                                                                                   | 12 pułk płk William H. Taylor |
| dywizja Andersona gen. mjr Richard H. Anderson                                                                                                   | brygada Poseya gen. bryg. Carnot Posey pułki z Missisipi                                                                                   | 16 pułk płk Samuel E. Baker |
| dywizja Andersona gen. mjr Richard H. Anderson                                                                                                   | brygada Poseya gen. bryg. Carnot Posey pułki z Missisipi                                                                                   | 19 pułk płk Nathaniel H. Harris |
| dywizja Andersona gen. mjr Richard H. Anderson                                                                                                   | brygada Poseya gen. bryg. Carnot Posey pułki z Missisipi                                                                                   | 48 pułk płk Joseph M. Jayne |
| dywizja Andersona gen. mjr Richard H. Anderson                                                                                                   | brygada Wrighta gen. bryg. Ambrose R. Wright, płk William Gibson (ranny. wzięty do niewoli), ponownie gen. Wright jednostki z Georgii      | 3 pułk płk Edward J. Walker |
| dywizja Andersona gen. mjr Richard H. Anderson                                                                                                   | brygada Wrighta gen. bryg. Ambrose R. Wright, płk William Gibson (ranny. wzięty do niewoli), ponownie gen. Wright jednostki z Georgii      | 22 pułk płk Joseph Wasden (poległ), kpt. Benjamin C. McCurry                                                                             |
| dywizja Andersona gen. mjr Richard H. Anderson                                                                                                   | brygada Wrighta gen. bryg. Ambrose R. Wright, płk William Gibson (ranny. wzięty do niewoli), ponownie gen. Wright jednostki z Georgii      | 48 pułk płk Gibson, kpt. Matthew R. Hall                                                                                                 |
| dywizja Andersona gen. mjr Richard H. Anderson                                                                                                   | brygada Wrighta gen. bryg. Ambrose R. Wright, płk William Gibson (ranny. wzięty do niewoli), ponownie gen. Wright jednostki z Georgii      | 2 batalion mjr George W. Ross (śmiertelnie ranny), kpt. Charles J. Moffett                                                               |
| dywizja Andersona gen. mjr Richard H. Anderson                                                                                                   | brygada Perry’ego płk David Lang pułki z Florydy                                                                                           | 2 pułk mjr Walter R. Moore |
| dywizja Andersona gen. mjr Richard H. Anderson                                                                                                   | brygada Perry’ego płk David Lang pułki z Florydy                                                                                           | 5 pułk kpt. Richmond N. Gardner |
| dywizja Andersona gen. mjr Richard H. Anderson                                                                                                   | brygada Perry’ego płk David Lang pułki z Florydy                                                                                           | 8 pułk ppłk William Baya |
| dywizja Andersona gen. mjr Richard H. Anderson                                                                                                   | artyleria dywizji – batalion Sumter (Lane’a) z Georgii mjr John Lane                                                                       | kompania A kpt. Hugh M. Ross |
| dywizja Andersona gen. mjr Richard H. Anderson                                                                                                   | artyleria dywizji – batalion Sumter (Lane’a) z Georgii mjr John Lane                                                                       | kompania B kpt. George M. Patterson |
| dywizja Andersona gen. mjr Richard H. Anderson                                                                                                   | artyleria dywizji – batalion Sumter (Lane’a) z Georgii mjr John Lane                                                                       | kompania C kpt. John T. Wingfield |
| dywizja Hetha gen. mjr Henry Heth (ranny), gen. bryg. James Johnston Pettigrew                                                                   | 1 brygada (Pettigrewa) gen. Pettigrew, płk James K. Marshall (poległ) pułki z Karoliny Północnej                                           | 11 pułk płk Collett Leventhorpe (ranny, wzięty do niewoli), mjr Egbert A. Ross (poległ)                                                  |
| dywizja Hetha gen. mjr Henry Heth (ranny), gen. bryg. James Johnston Pettigrew                                                                   | 1 brygada (Pettigrewa) gen. Pettigrew, płk James K. Marshall (poległ) pułki z Karoliny Północnej                                           | 26 pułk płk Henry K. Burgwyn (poległ), por. John R. Lane (ranny), mjr John J. Jones (ranny), kpt. Henry C. Albright                      |
| dywizja Hetha gen. mjr Henry Heth (ranny), gen. bryg. James Johnston Pettigrew                                                                   | 1 brygada (Pettigrewa) gen. Pettigrew, płk James K. Marshall (poległ) pułki z Karoliny Północnej                                           | 47 pułk płk George H. Faribault (ranny), ppłk John A. Graves (ranny, wzięty do niewoli), mjr Archibald Crudup (ranny, wzięty do niewoli) |
| dywizja Hetha gen. mjr Henry Heth (ranny), gen. bryg. James Johnston Pettigrew                                                                   | 1 brygada (Pettigrewa) gen. Pettigrew, płk James K. Marshall (poległ) pułki z Karoliny Północnej                                           | 52 pułk płk Marshall, ppłk Marcus A. Parks                                                                                               |
| dywizja Hetha gen. mjr Henry Heth (ranny), gen. bryg. James Johnston Pettigrew                                                                   | 2 brygada (Brockenbrougha) płk John M. Brockenbrough jednostki z Wirginii                                                                  | 40 pułk kpt. Thomas E. Betts (ranny), kpt. R.B. Davis                                                                                    |
| dywizja Hetha gen. mjr Henry Heth (ranny), gen. bryg. James Johnston Pettigrew                                                                   | 2 brygada (Brockenbrougha) płk John M. Brockenbrough jednostki z Wirginii                                                                  | 47 pułk płk Robert M. Mayo |
| dywizja Hetha gen. mjr Henry Heth (ranny), gen. bryg. James Johnston Pettigrew                                                                   | 2 brygada (Brockenbrougha) płk John M. Brockenbrough jednostki z Wirginii                                                                  | 55 pułk płk William S. Christian |
| dywizja Hetha gen. mjr Henry Heth (ranny), gen. bryg. James Johnston Pettigrew                                                                   | 2 brygada (Brockenbrougha) płk John M. Brockenbrough jednostki z Wirginii                                                                  | 22 batalion mjr John S. Bowles |
| dywizja Hetha gen. mjr Henry Heth (ranny), gen. bryg. James Johnston Pettigrew                                                                   | 3 brygada (Archera) gen. bryg. James J. Archer (wzięty do niewoli),) płk Birkett D. Fry (ranny, wzięty do niewoli), ppłk Samuel G. Shepard | 1 pułk z Tennessee mjr Felix G. Buchanan                                                                                                 |
| dywizja Hetha gen. mjr Henry Heth (ranny), gen. bryg. James Johnston Pettigrew                                                                   | 3 brygada (Archera) gen. bryg. James J. Archer (wzięty do niewoli),) płk Birkett D. Fry (ranny, wzięty do niewoli), ppłk Samuel G. Shepard | 7 pułk z Tennessee ppłk Shepard |
| dywizja Hetha gen. mjr Henry Heth (ranny), gen. bryg. James Johnston Pettigrew                                                                   | 3 brygada (Archera) gen. bryg. James J. Archer (wzięty do niewoli),) płk Birkett D. Fry (ranny, wzięty do niewoli), ppłk Samuel G. Shepard | 14 pułk kpt. Bruce L. Phillips |
| dywizja Hetha gen. mjr Henry Heth (ranny), gen. bryg. James Johnston Pettigrew                                                                   | 3 brygada (Archera) gen. bryg. James J. Archer (wzięty do niewoli),) płk Birkett D. Fry (ranny, wzięty do niewoli), ppłk Samuel G. Shepard | 13 pułk z Alabamy płk Fry |
| dywizja Hetha gen. mjr Henry Heth (ranny), gen. bryg. James Johnston Pettigrew                                                                   | 3 brygada (Archera) gen. bryg. James J. Archer (wzięty do niewoli),) płk Birkett D. Fry (ranny, wzięty do niewoli), ppłk Samuel G. Shepard | 5 batalion mjr Albert S. Van de Graaf |
| dywizja Hetha gen. mjr Henry Heth (ranny), gen. bryg. James Johnston Pettigrew                                                                   | 4 brygada (Davisa) gen. bryg. Joseph R. Davis                                                                                              | 55 pułk z Karoliny Północnej płk John K. Connally                                                                                        |
| dywizja Hetha gen. mjr Henry Heth (ranny), gen. bryg. James Johnston Pettigrew                                                                   | 4 brygada (Davisa) gen. bryg. Joseph R. Davis                                                                                              | 2 pułk z Missisipi płk John M. Stone |
| dywizja Hetha gen. mjr Henry Heth (ranny), gen. bryg. James Johnston Pettigrew                                                                   | 4 brygada (Davisa) gen. bryg. Joseph R. Davis                                                                                              | 11 pułk z Missisipi płk Francis M. Green                                                                                                 |
| dywizja Hetha gen. mjr Henry Heth (ranny), gen. bryg. James Johnston Pettigrew                                                                   | 4 brygada (Davisa) gen. bryg. Joseph R. Davis                                                                                              | 42 pułk z Missisipi płk Hugh R. Miller (śmiertelnie ranny, wzięty do niewoli)                                                            |
| dywizja Hetha gen. mjr Henry Heth (ranny), gen. bryg. James Johnston Pettigrew                                                                   | artyleria dywizji – batalion Garnetta ppłk John J. Garnett                                                                                 | bateria Donaldsville Artillery z Luizjany kpt. Victor Maurin                                                                             |
| dywizja Hetha gen. mjr Henry Heth (ranny), gen. bryg. James Johnston Pettigrew                                                                   | artyleria dywizji – batalion Garnetta ppłk John J. Garnett                                                                                 | bateria Huger Artillery z Wirginii kpt. Joseph D. Moore                                                                                  |
| dywizja Hetha gen. mjr Henry Heth (ranny), gen. bryg. James Johnston Pettigrew                                                                   | artyleria dywizji – batalion Garnetta ppłk John J. Garnett                                                                                 | bateria Lewis Artillery z Wirginii kpt. John W. Lewis                                                                                    |
| dywizja Hetha gen. mjr Henry Heth (ranny), gen. bryg. James Johnston Pettigrew                                                                   | artyleria dywizji – batalion Garnetta ppłk John J. Garnett                                                                                 | bateria Norfolk Blues Light Artillery z Wirginii kpt. Charles R. Grandy                                                                  |
| dywizja Pendera gen. mjr William D. Pender (śmiertelnie ranny), gen. bryg. James H. Lane, gen. bryg. Isaac R. Trimble (ranny, wzięty do niewoli) | 1 brygada (McGowana) płk Abner Perrin pułki z Karoliny Południowej                                                                         | 1 pułk strzelców kpt. William M. Hadden                                                                                                  |
| dywizja Pendera gen. mjr William D. Pender (śmiertelnie ranny), gen. bryg. James H. Lane, gen. bryg. Isaac R. Trimble (ranny, wzięty do niewoli) | 1 brygada (McGowana) płk Abner Perrin pułki z Karoliny Południowej                                                                         | 1 pułk mjr Charles W. McCreary |
| dywizja Pendera gen. mjr William D. Pender (śmiertelnie ranny), gen. bryg. James H. Lane, gen. bryg. Isaac R. Trimble (ranny, wzięty do niewoli) | 1 brygada (McGowana) płk Abner Perrin pułki z Karoliny Południowej                                                                         | 12 pułk płk John L. Miller |
| dywizja Pendera gen. mjr William D. Pender (śmiertelnie ranny), gen. bryg. James H. Lane, gen. bryg. Isaac R. Trimble (ranny, wzięty do niewoli) | 1 brygada (McGowana) płk Abner Perrin pułki z Karoliny Południowej                                                                         | 13 pułk ppłk Benjamin T. Brockman |
| dywizja Pendera gen. mjr William D. Pender (śmiertelnie ranny), gen. bryg. James H. Lane, gen. bryg. Isaac R. Trimble (ranny, wzięty do niewoli) | 1 brygada (McGowana) płk Abner Perrin pułki z Karoliny Południowej                                                                         | 14 pułk ppłk Joseph N. Brown |
| dywizja Pendera gen. mjr William D. Pender (śmiertelnie ranny), gen. bryg. James H. Lane, gen. bryg. Isaac R. Trimble (ranny, wzięty do niewoli) | 2 brygada (Lane’a) gen. Lane, płk Clark M. Avery pułki z Wirginii                                                                          | 7 pułk kpt. John McLeod Turner (ranny, wzięty do niewoli), kpt. James G. Harris                                                          |
| dywizja Pendera gen. mjr William D. Pender (śmiertelnie ranny), gen. bryg. James H. Lane, gen. bryg. Isaac R. Trimble (ranny, wzięty do niewoli) | 2 brygada (Lane’a) gen. Lane, płk Clark M. Avery pułki z Wirginii                                                                          | 18 pułk płk John D. Barry |
| dywizja Pendera gen. mjr William D. Pender (śmiertelnie ranny), gen. bryg. James H. Lane, gen. bryg. Isaac R. Trimble (ranny, wzięty do niewoli) | 2 brygada (Lane’a) gen. Lane, płk Clark M. Avery pułki z Wirginii                                                                          | 28 pułk płk Samuel D. Lowe (ranny), ppłk W.H.A. Speer (ranny)                                                                            |
| dywizja Pendera gen. mjr William D. Pender (śmiertelnie ranny), gen. bryg. James H. Lane, gen. bryg. Isaac R. Trimble (ranny, wzięty do niewoli) | 2 brygada (Lane’a) gen. Lane, płk Clark M. Avery pułki z Wirginii                                                                          | 33 pułk płk Avery |
| dywizja Pendera gen. mjr William D. Pender (śmiertelnie ranny), gen. bryg. James H. Lane, gen. bryg. Isaac R. Trimble (ranny, wzięty do niewoli) | 2 brygada (Lane’a) gen. Lane, płk Clark M. Avery pułki z Wirginii                                                                          | 37 pułk płk William M. Barbour |
| dywizja Pendera gen. mjr William D. Pender (śmiertelnie ranny), gen. bryg. James H. Lane, gen. bryg. Isaac R. Trimble (ranny, wzięty do niewoli) | 3 brygada (Thomasa) gen. bryg. Edward L. Thomas pułki z Georgii                                                                            | 14 pułk płk Robert W. Folsom |
| dywizja Pendera gen. mjr William D. Pender (śmiertelnie ranny), gen. bryg. James H. Lane, gen. bryg. Isaac R. Trimble (ranny, wzięty do niewoli) | 3 brygada (Thomasa) gen. bryg. Edward L. Thomas pułki z Georgii                                                                            | 35 pułk płk Bolling H. Holt |
| dywizja Pendera gen. mjr William D. Pender (śmiertelnie ranny), gen. bryg. James H. Lane, gen. bryg. Isaac R. Trimble (ranny, wzięty do niewoli) | 3 brygada (Thomasa) gen. bryg. Edward L. Thomas pułki z Georgii                                                                            | 45 pułk płk Thomas J. Simmons |
| dywizja Pendera gen. mjr William D. Pender (śmiertelnie ranny), gen. bryg. James H. Lane, gen. bryg. Isaac R. Trimble (ranny, wzięty do niewoli) | 3 brygada (Thomasa) gen. bryg. Edward L. Thomas pułki z Georgii                                                                            | 49 pułk płk Samuel T. Player |
| dywizja Pendera gen. mjr William D. Pender (śmiertelnie ranny), gen. bryg. James H. Lane, gen. bryg. Isaac R. Trimble (ranny, wzięty do niewoli) | 4 brygada (Scalesa) gen. bryg. Alfred Scales (ranny), ppłk George T. Gordon płk William L.J. Lowrance pułki z Karoliny Północnej           | 13 pułk płk Joseph H. Hyman (ranny), ppłk Henry A. Rogers                                                                                |
| dywizja Pendera gen. mjr William D. Pender (śmiertelnie ranny), gen. bryg. James H. Lane, gen. bryg. Isaac R. Trimble (ranny, wzięty do niewoli) | 4 brygada (Scalesa) gen. bryg. Alfred Scales (ranny), ppłk George T. Gordon płk William L.J. Lowrance pułki z Karoliny Północnej           | 16 pułk kpt. Leroy W. Stowe |
| dywizja Pendera gen. mjr William D. Pender (śmiertelnie ranny), gen. bryg. James H. Lane, gen. bryg. Isaac R. Trimble (ranny, wzięty do niewoli) | 4 brygada (Scalesa) gen. bryg. Alfred Scales (ranny), ppłk George T. Gordon płk William L.J. Lowrance pułki z Karoliny Północnej           | 22 pułk płk James Conner |
| dywizja Pendera gen. mjr William D. Pender (śmiertelnie ranny), gen. bryg. James H. Lane, gen. bryg. Isaac R. Trimble (ranny, wzięty do niewoli) | 4 brygada (Scalesa) gen. bryg. Alfred Scales (ranny), ppłk George T. Gordon płk William L.J. Lowrance pułki z Karoliny Północnej           | 34 pułk płk Lowrance, ppłk Gordon |
| dywizja Pendera gen. mjr William D. Pender (śmiertelnie ranny), gen. bryg. James H. Lane, gen. bryg. Isaac R. Trimble (ranny, wzięty do niewoli) | 4 brygada (Scalesa) gen. bryg. Alfred Scales (ranny), ppłk George T. Gordon płk William L.J. Lowrance pułki z Karoliny Północnej           | 38 pułk płk William J. Hoke (ranny), ppłk John Ashfor                                                                                    |
| dywizja Pendera gen. mjr William D. Pender (śmiertelnie ranny), gen. bryg. James H. Lane, gen. bryg. Isaac R. Trimble (ranny, wzięty do niewoli) | artyleria dywizji – batalion Poague’a mjr William T. Poague                                                                                | bateria Albemarle Artillery z Wirginii kpt. James W. Wyatt                                                                               |
| dywizja Pendera gen. mjr William D. Pender (śmiertelnie ranny), gen. bryg. James H. Lane, gen. bryg. Isaac R. Trimble (ranny, wzięty do niewoli) | artyleria dywizji – batalion Poague’a mjr William T. Poague                                                                                | bateria Charlotte Artillery z Karoliny Północnej kpt. Joseph Graham                                                                      |
| dywizja Pendera gen. mjr William D. Pender (śmiertelnie ranny), gen. bryg. James H. Lane, gen. bryg. Isaac R. Trimble (ranny, wzięty do niewoli) | artyleria dywizji – batalion Poague’a mjr William T. Poague                                                                                | bateria Madison Light Artillery z Missisipi kpt. George Ward                                                                             |
| dywizja Pendera gen. mjr William D. Pender (śmiertelnie ranny), gen. bryg. James H. Lane, gen. bryg. Isaac R. Trimble (ranny, wzięty do niewoli) | artyleria dywizji – batalion Poague’a mjr William T. Poague                                                                                | bateria Virginia kpt. James V. Brooke |
| rezerwa artylerii płk Reuben Lindsay Walker | batalion McIntosha mjr David D. Mc Intosh                                                                                                  | bateria Danville Artillery z Wirginii kpt. Robert S. Rice                                                                                |
| rezerwa artylerii płk Reuben Lindsay Walker | batalion McIntosha mjr David D. Mc Intosh                                                                                                  | bateria Hardaway Artillery kpt. William B. Hurt                                                                                          |
| rezerwa artylerii płk Reuben Lindsay Walker | batalion McIntosha mjr David D. Mc Intosh                                                                                                  | bateria 2nd Rockbridge Artillery z Wirginii por. Samuel Wallace                                                                          |
| rezerwa artylerii płk Reuben Lindsay Walker | batalion McIntosha mjr David D. Mc Intosh                                                                                                  | bateria Virginia z Richmond kpt. Marmaduke Johnson                                                                                       |
| rezerwa artylerii płk Reuben Lindsay Walker | batalion Pegrama mjr William J. Pegram, kpt. Ervin B. Brunson                                                                              | bateria Crenshawa z Wirginii kpt. William G. Crenshaw                                                                                    |
| rezerwa artylerii płk Reuben Lindsay Walker | batalion Pegrama mjr William J. Pegram, kpt. Ervin B. Brunson                                                                              | bateria Fredericksburg Artillery z Wirginii kpt. Edward A. Marye                                                                         |
| rezerwa artylerii płk Reuben Lindsay Walker | batalion Pegrama mjr William J. Pegram, kpt. Ervin B. Brunson                                                                              | bateria Letcher Artillery z Wirginii kpt. Thomas A. Brander                                                                              |
| rezerwa artylerii płk Reuben Lindsay Walker | batalion Pegrama mjr William J. Pegram, kpt. Ervin B. Brunson                                                                              | bateria Pee Dee Artillery z Karolina Południowej por. William E. Zimmerman                                                               |
| rezerwa artylerii płk Reuben Lindsay Walker | batalion Pegrama mjr William J. Pegram, kpt. Ervin B. Brunson                                                                              | bateria Purcell Artillery z Wirginii kpt. Joseph McGraw                                                                                  |

### Dywizja Kawalerii
Dowódca dywizji – gen. mjr. James E.B. Stuart

| brygada Hamptona gen. bryg. Wade Hampton (ranny), płk Laurence S. Baker                            | 1 pułk z Karoliny Północnej płk Baker                                                                         |
| brygada Hamptona gen. bryg. Wade Hampton (ranny), płk Laurence S. Baker                            | 1 pułk z Karoliny Południowej płk John L. Black                                                               |
| brygada Hamptona gen. bryg. Wade Hampton (ranny), płk Laurence S. Baker                            | 2 pułk z Karoliny Południowej płk Matthew C. Butler                                                           |
| brygada Hamptona gen. bryg. Wade Hampton (ranny), płk Laurence S. Baker                            | Legion Cobba z Georgii płk Pierce M.B. Young                                                                  |
| brygada Hamptona gen. bryg. Wade Hampton (ranny), płk Laurence S. Baker                            | Legion Phillipsa z Georgii ppłk Jefferson C. Phillips                                                         |
| brygada Hamptona gen. bryg. Wade Hampton (ranny), płk Laurence S. Baker                            | Legion Jeffersona Davisa z Missisipi płk Joseph F. Waring                                                     |
| brygada Fitzhugha Lee gen. bryg. Fitzhugh Lee batalion z Marylandu, pułki z Wirginii               | 1 batalion mjr Harry Gilmor, mjr Ridgely Brown                                                                |
| brygada Fitzhugha Lee gen. bryg. Fitzhugh Lee batalion z Marylandu, pułki z Wirginii               | 1 pułk płk James H. Drake                                                                                     |
| brygada Fitzhugha Lee gen. bryg. Fitzhugh Lee batalion z Marylandu, pułki z Wirginii               | 2 pułk płk Thomas T. Munford                                                                                  |
| brygada Fitzhugha Lee gen. bryg. Fitzhugh Lee batalion z Marylandu, pułki z Wirginii               | 3 pułk płk Thomas H. Owen                                                                                     |
| brygada Fitzhugha Lee gen. bryg. Fitzhugh Lee batalion z Marylandu, pułki z Wirginii               | 4 pułk płk Williams C. Wickham                                                                                |
| brygada Fitzhugha Lee gen. bryg. Fitzhugh Lee batalion z Marylandu, pułki z Wirginii               | 5 pułk płk Thomas L. Rosser                                                                                   |
| brygada Robertsona gen. bryg. Beverly H. Robertson pułki z Karoliny Północnej                      | 4 pułk płk Dennis D. Ferebee                                                                                  |
| brygada Robertsona gen. bryg. Beverly H. Robertson pułki z Karoliny Północnej                      | 5 pułk płk Peter G. Evans                                                                                     |
| brygada Jenkinsa gen. bryg. Albert G. Jenkins (ranny), płk Milton J. Ferguson jednostki z Wirginii | 14 pułk mjr Benjamin F. Eakle                                                                                 |
| brygada Jenkinsa gen. bryg. Albert G. Jenkins (ranny), płk Milton J. Ferguson jednostki z Wirginii | 16 pułk płk Ferguson                                                                                          |
| brygada Jenkinsa gen. bryg. Albert G. Jenkins (ranny), płk Milton J. Ferguson jednostki z Wirginii | 17 pułk płk William H. French                                                                                 |
| brygada Jenkinsa gen. bryg. Albert G. Jenkins (ranny), płk Milton J. Ferguson jednostki z Wirginii | 34 batalion ppłk Vincent A. Witcher                                                                           |
| brygada Jenkinsa gen. bryg. Albert G. Jenkins (ranny), płk Milton J. Ferguson jednostki z Wirginii | 36 batalion kpt. Cornelius T. Smith                                                                           |
| brygada Jenkinsa gen. bryg. Albert G. Jenkins (ranny), płk Milton J. Ferguson jednostki z Wirginii | bateria Charlottesville (Jacksona) kpt. Thomas E. Jackson                                                     |
| brygada Jonesa gen. bryg. William E. Jones pułki z Wirginii                                        | 6 pułk mjr Cabel E. Flournoy                                                                                  |
| brygada Jonesa gen. bryg. William E. Jones pułki z Wirginii                                        | 7 pułk ppłk Thomas Marshall                                                                                   |
| brygada Jonesa gen. bryg. William E. Jones pułki z Wirginii                                        | 11 pułk płk Lunsford L. Lomax                                                                                 |
| brygada W.H.F. „Rooneya” Lee płk John R. Chambliss                                                 | 2 pułk z Karoliny Północnej ppłk William Payne (w niewoli), kpt. William A. Graham (ranny), por. Joseph Baker |
| brygada W.H.F. „Rooneya” Lee płk John R. Chambliss                                                 | 9 pułk z Wirginii płk Richard L.T. Beale                                                                      |
| brygada W.H.F. „Rooneya” Lee płk John R. Chambliss                                                 | 10 pułk z Wirginii płk J. Lucius Davis                                                                        |
| brygada W.H.F. „Rooneya” Lee płk John R. Chambliss                                                 | 13 pułk z Wirginii kpt. Benjamin F. Winfield                                                                  |
| artyleria konna Stuarta – batalion Beckhama mjr Robert F. Beckham                                  | bateria Breatheda (Wirginia) kpt. James Breathed                                                              |
| artyleria konna Stuarta – batalion Beckhama mjr Robert F. Beckham                                  | bateria Chewa (Wirginia) kpt. R. Preston Chew                                                                 |
| artyleria konna Stuarta – batalion Beckhama mjr Robert F. Beckham                                  | bateria Griffina (Maryland) kpt. William H. Griffin                                                           |
| artyleria konna Stuarta – batalion Beckhama mjr Robert F. Beckham                                  | bateria Harta (Karolina Południowa) kpt. James F. Hart                                                        |
| artyleria konna Stuarta – batalion Beckhama mjr Robert F. Beckham                                  | bateria McGregora (Wirginia) kpt. William M. McGregor                                                         |
| artyleria konna Stuarta – batalion Beckhama mjr Robert F. Beckham                                  | bateria Moormana (Wirginia) kpt. Marcellus N. Moorman                                                         |
| brygada oddział Imbodena gen. bryg. John D. Imboden jednostki z Wirginii                           | 18 pułk kawalerii płk George W. Imboden                                                                       |
| brygada oddział Imbodena gen. bryg. John D. Imboden jednostki z Wirginii                           | 62 pułk piechoty (konnej) płk George H. Smith                                                                 |
| brygada oddział Imbodena gen. bryg. John D. Imboden jednostki z Wirginii                           | partyzanci-rangersi kpt. John H. McNeill                                                                      |
| brygada oddział Imbodena gen. bryg. John D. Imboden jednostki z Wirginii                           | bateria Staunton kpt. John H. McClanahan                                                                      |